# Harry Dénis
Henri Harry Léonard Barthélémi Dénis (Haia, 28 de agosto de 1896 — 13 de julho de 1971) foi um futebolista dos Países Baixos que representou o seu país em três Jogos Olímpicos consecutivos, iniciando em Antuérpia 1920.

## Carreira Olímpica
Em sua estreia em Jogos Olímpicos, Harry Dénis conquistou a medalha de bronze com a seleção neerlandesa de futebol nos Jogos de 1920 e o quarto lugar quatro anos depois nos Jogos de 1924. Dénis obteve um total de 56 jogos com a camisa da Holanda, sendo capitão da equipe em 37 partidas.
Nos Jogos Olímpicos de Verão de 1928 em Amsterdã, Dénis proferiu o juramento do atleta na cerimônia de abertura. Foi um dos mais notáveis futebolistas dos Países Baixos nos anos 1920.

## Ligações Externas
- «Comitê Olímpico Neerlandês» (em neerlandês)